# تومي كيرنان
تومي كيرنان (بالإنجليزية: Thomas Kiernan)‏ (22 أكتوبر 1918 في المملكة المتحدة - 1991) هو لاعب كرة قدم بريطاني (وحمل سابقاً جنسية المملكة المتحدة لبريطانيا العظمى وأيرلندا) في مركز الهجوم. لعب مع ستوك سيتي ونادي باري تاون يونايتد ونادي سانت ميرين ونادي سلتيك ونادي لوتون تاون ونادي ألوا أثليتيك ونادي ألبيون روفرز ورابطة كرة القدم الاسكتلندية الحادية عشر ‏ ونادي كلايدبانك ‏.